# Мякотница однолистная
Мя́котница одноли́стная, или Стагачка однолистная (лат. Malaxis monophyllos) — вид однодольных растений рода Мякотница (Malaxis) семейства Орхидные (Orchidaceae). Под текущим таксономическим названием был описан шведским ботаником Петером Улофом Сварцем в 1800 году.
Известно две разновидности — Malaxis monophyllos var. brachypoda (A.Gray) P.Morris & Eames и Malaxis monophyllos var. obtusa Tsukaya & H.Okada.

## Распространение и среда обитания
Обширный ареал растения простирается от умеренных зон Северного полушария до Филиппин.
Растёт на сырых или заболоченных лугах, в мелколиственных и темнохвойных лесах и на лесных опушках, среди прибрежных и пойменных кустарников, у обочин дорог.

## Ботаническое описание

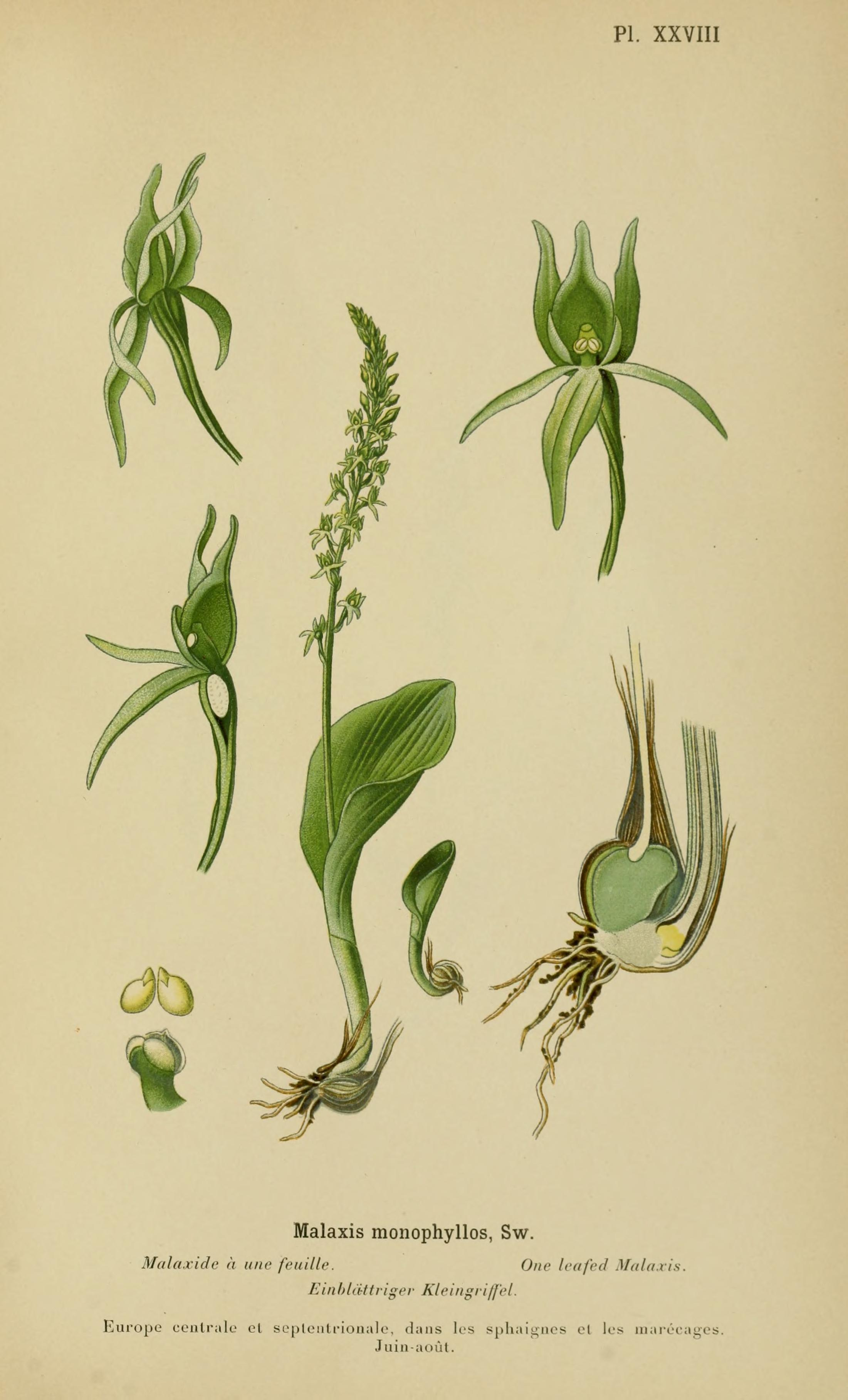
Ботаническая иллюстрация 1899 г.

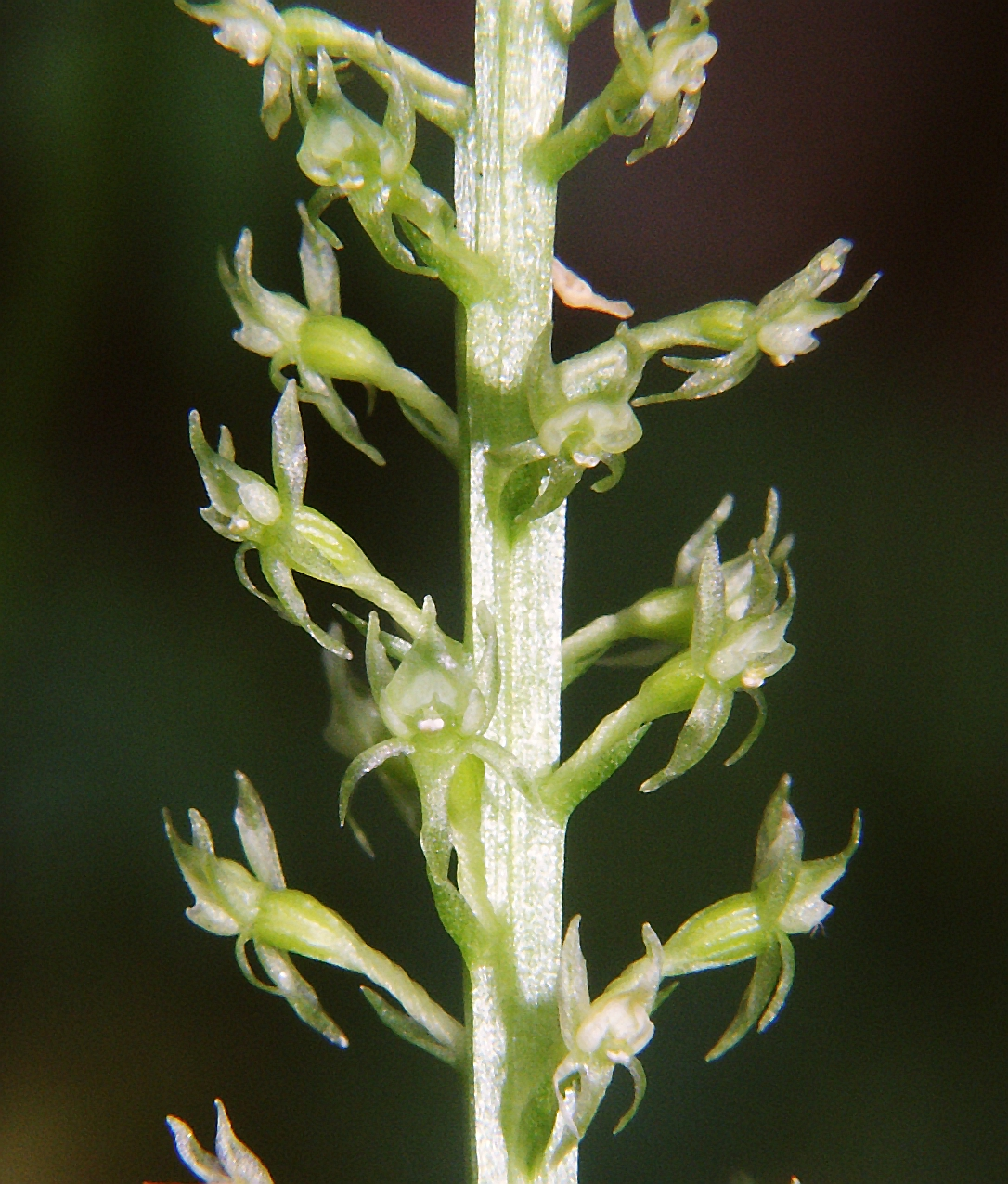
Цветки

Геофит, многолетнее травянистое растение.
Корневище с псевдобульбой.
Листья овальной или эллиптической формы с острой или округлой верхушкой.
Цветки мелкие, жёлтого и зелёного цветов, собраны в кистевидное соцветие.
Плод — коробочка бурого либо зелёного цвета.

## Экология
Тенелюбивое растение; мезофит или гигрофит, мезотроф.

## В культуре
Изредка выращивается как декоративное растение. В условиях Москвы и Тверской области (Андреапольский район) вид оказался устойчив. Рекомендуется посадка в слой листового и хвойного опада, под которым располагается слой песка или смесь песка с лесной почвой. Клубнелуковица может поражаться слизнями. В качестве защиты от слизней рекомендуется производить вокруг растений отсыпку хвоей.

## Природоохранная ситуация
Занесена в Красные книги следующих территорий:
- Россия: Амурская, Брянская, Владимирская, Вологодская, Ивановская, Калужская, Кемеровская, Костромская, Курганская, Магаданская, Московская, Мурманская, Нижегородская, Омская, Пензенская, Свердловская, Смоленская, Тверская, Тюменская, Челябинская и Ярославская области, республики Башкортостан, Карелия, Коми, Марий Эл, Мордовия, Татарстан, Хакасия, Чувашия и Якутия — Саха, Пермский край, Еврейская автономная область, Ханты-Мансийский автономный округ, Москва
- Красная книга Белоруссии
- Красная книга Восточной Фенноскандии
- Красная книга Латвии
- Красная книга Литвы
- Красная книга Украины, включая региональные Красные книги Житомирской, Львовской, Сумской, Тернопольской областей
- Красная книга Эстонии

## Синонимы
Синонимичные названия:
- Achroanthes cilifolia Raf. nom. inval.
- Achroanthes monophylla (L.) Greene
- Achroanthes monophylla f. diphyllos (Cham. & Schltdl.) Koidz. ex Masam.
- Achroanthes monophyllos (L.) Greene
- Achroanthes monophyllos f. diphyllos (Cham.) Koidz. ex Masam.
- Dienia gmelinii Lindl.
- Epipactis monophylla (L.) F.W.Schmidt
- Leptorchis japonica (Maxim.) Kuntze
- Leptorkis japonica (Miq.) Kuntze
- Liparis inconspicua Makino nom. inval.
- Liparis japonica (Miq.) Maxim.
- Malaxis arisanensis (Hayata) S.Y.Hu
- Malaxis diphyllos Cham.
- Malaxis monophyllos var. diphyllos (Cham.) Luer
- Malaxis monophyllos f. diphyllos (Cham.) Soó
- Malaxis monophyllos f. triphyllos Soó
- Malaxis muscifera var. stelostachya Tang & F.T.Wang
- Malaxis taiwaniana S.S.Ying
- Malaxis yunnanensis (Schltr.) Tang & F.T.Wang
- Malaxis yunnanensis var. nematophylla Tang & F.T.Wang
- Microstylis arisanensis Hayata
- Microstylis diphylla (Cham.) Lindl.
- Microstylis diphyllos (Cham. & Schltdl.) Lindl.
- Microstylis japonica Miq.
- Microstylis monophyllos (L.) Lindl.
- Microstylis muscifera var. stelostachya (Tang & F.T.Wang) Marg.
- Microstylis yunnanensis Schltr.
- Microstylis yunnanensis var. nematophylla (Tang & F.T.Wang) Marg.
- Ophrys monophyllos L.basionym